# جورج إيلوكوبي
جورج نغانيوو إيلوكوبي (بالفرنسية: George Nganyuo Elokobi)‏ (مواليد 31 يناير 1986 في مقديشو - الصومال) لاعب كرة قدم كاميروني يلعب حاليا لصالح نادي الدرجة الممتازة وولفرهامبتون واندررز الإنجليزي منذ 2008 في مركز الظهير الأيسر .

## روابط خارجية
- جورج إيلوكوبي على موقع قاعدة بيانات كرة القدم.إي يو (الإنجليزية)
- جورج إيلوكوبي على موقع Soccerbase.com (لاعب) (الإنجليزية)
- جورج إيلوكوبي على موقع Soccerway.com (الإنجليزية)
- جورج إيلوكوبي على موقع عالم كرة القدم.نت (الإنجليزية)
- جورج إيلوكوبي على موقع كووورة